# I meravigliosi animali di Stranalandia
I meravigliosi animali di Stranalandia, noto semplicemente come Stranalandia, è un romanzo di Stefano Benni illustrato da Pirro Cuniberti, pubblicato presso Feltrinelli nel 1984.

## Trama
Il 15 giugno 1906, una nave fa naufragio durante una tempesta e gli unici superstiti sono i professori Achilles Kunbertus e Stephen Lupus, docenti di zoologia presso l'Università di Edimburgo, i quali, navigando su una scrivania di noce, mangiando gomma di matita e bevendo acqua piovana, approdano su un'isola ignota a tutti, popolata da animali stranissimi come il Cockeruth, il Pescemobile, il Gorilla Vaichesei, il Leometra e tanti altri. Questa isola, poi battezzata Stranalandia, è abitata da un solo indigeno, Osvaldo e quasi tutto prende nome da lui; poi ci sono tre sirene: Maria Delfina, Maria Balena e Mariovalda, rispettivamente la moglie, la suocera e la figlia di Osvaldo. Quando i due professori tornano in Scozia, non vengono creduti e molti provano a capire dove Stranalandia sia ubicata geograficamente, senza raggiungere nessun risultato.

## Curiosità
Nel libro, oltre ai fantasiosi animali (con i corrispettivi nomi scientifici) sono presenti anche descrizioni di alcuni cibi particolari stranalandesi, una leggenda sulle origini di Stranalandia e varie nozioni di lingua stranalandese. Nella finzione letteraria, quello rinvenuto è il secondo di tre volumi compilati dai professori Kunbertus e Lupus.

## Edizioni
- Stefano Benni, Stranalandia, Pirro Cuniberti (illustratore), collana Universale Economica Feltrinelli, Feltrinelli, 1984,  p. 112, ISBN 88-07-14083-7.